# Francisca del Espíritu Santo Fuentes
Francisca de Fuentes, O.P. (řeholním jménem: Francisca del Espíritu Santo, česky: Františka od Ducha svatého; 1647 Manila – 24. srpna 1711 Manila) byla filipínská řeholnice a zakladatelka kongregace Sester dominikánek svaté Kateřiny Sienské.

## Život
Narodila se roku 1645 v Manile jako dcera Dona Simona de Fuentes a Doñi Any Maríi del Castillo y Tamayo.
Byla provdána, ale brzy ovdověla. Svůj čas věnovala modlitbě a sociální službě. Pomáhala mnoha chudým a nemocným ve městě. Roku 1682 se stala dominikánskou terciářkou. V roce 1686 požádaly Francisca, Antonia de Jesús Esquerra, María Ana de Fuentes (její pokrevní sestra), Maria Ana de la Vega a Sebastiana Salcedo, aby jim bylo dovoleno žít společně v modlitbě a praktikovat ctnosti, a zároveň pokračovat v sociálním apoštolátu. Po krátkém váhání byla jejich žádost zaslána generálnímu magistrovi Řádu bratří kazatelů v Římě, který ji v lednu 1688 schválil.
Komunita oficiálně vznikla 26. července 1696. Sestra Francisca se stala představenou. V zakládacích dokumentech bylo specifikováno, že na počest patnácti tajemství růžence bude členkami pouze patnáct sester španělského původu. Roku 1699 se rozhodlo, že bude přijato pět domorodých žen jako tzv. sestry v poslušnosti. Ačkoli jim bylo dovoleno skládat časné řeholní sliby, měly být zbaveny volebního práva, nemohly zastávat úřady a měly být pověřeny podřadnými úkoly. Za řeholní jména mohly přijmout jména andělů a svatých nebo náboženské pojmy. Jména související se svatým růžencem byla vyhrazena pouze pro osoby španělské národnosti. Toto rozlišení přetrvávalo až do 19. století.
Zemřela 24. srpna 1711 v Manile. Pohřbena byla v kapli Colegio de San Juan de Letran.

## Proces svatořečení
Proces byl zahájen 11. března 2003. Dne 5. července 2019 uznal papež František její hrdinské ctnosti.